# Kallo (Burkina Faso)
Pour les articles homonymes, voir Kallo.
Kallo est une commune située dans le département de Bani, dans la province de Séno, région du Sahel, au Burkina Faso.